# Armando Dugand

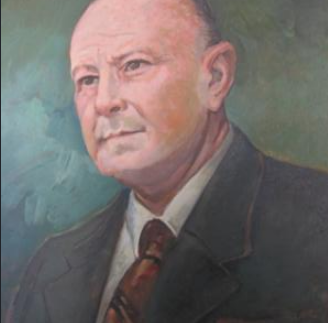
A Dugand

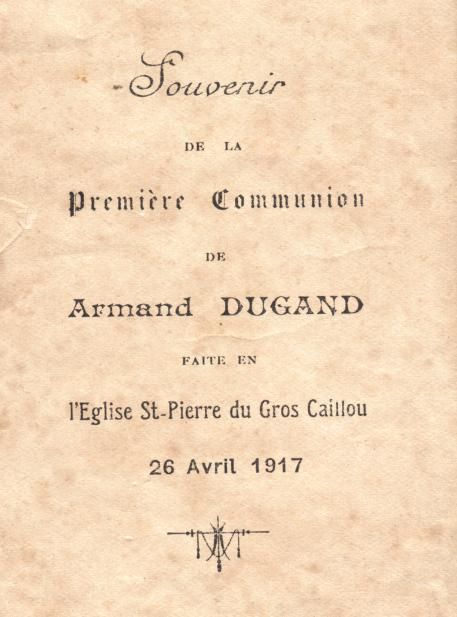
Durante su época creciendo en París

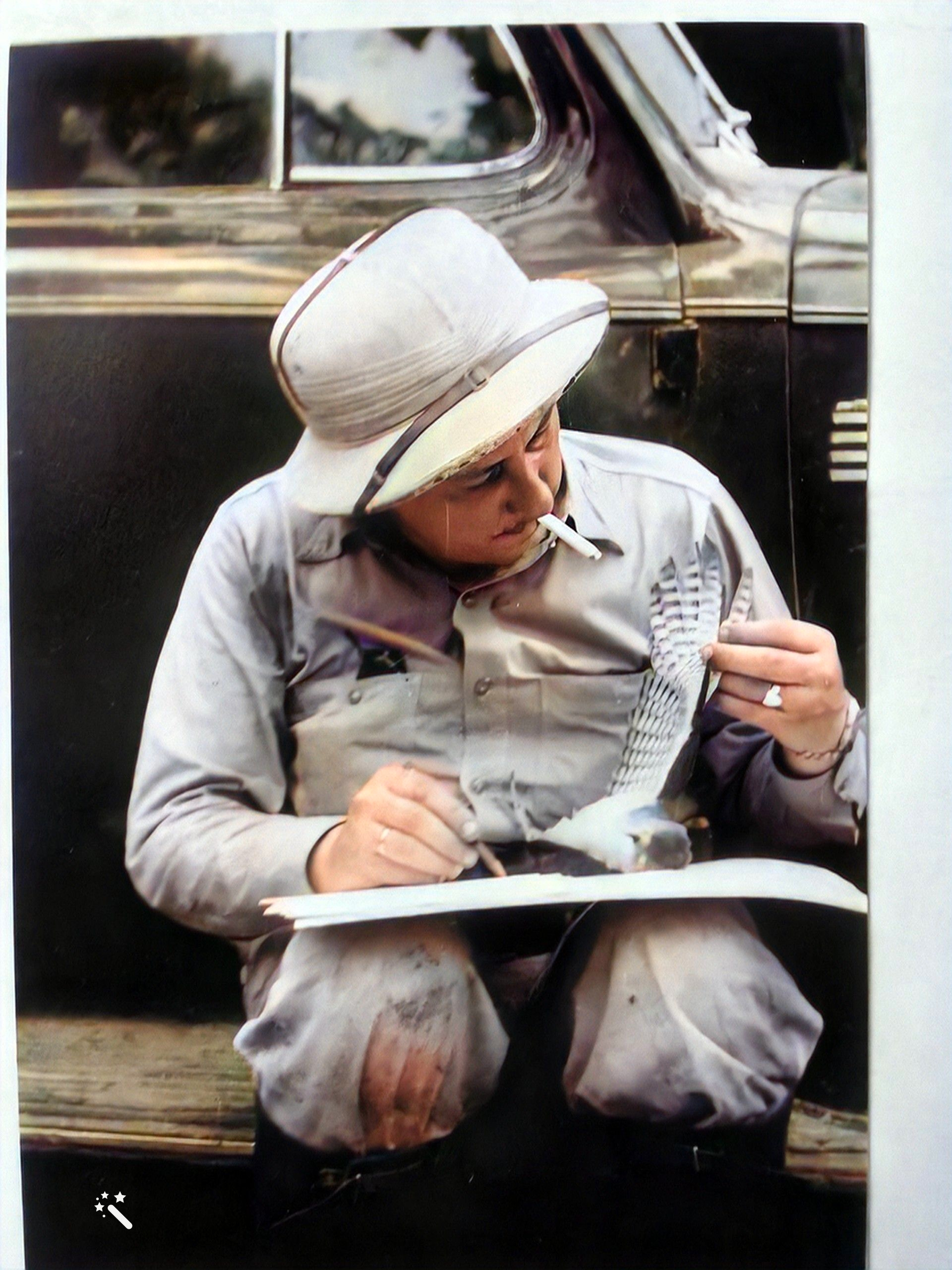
Estudiando un gavilán caminero

Armando Dugand (Barranquilla, 23 de julio de 1906-5 de diciembre de 1971) fue un botánico, geobotánico, y ornitólogo colombo-francés.

## Biografía
Su padre fue un exitoso banquero francés Francois Víctor y su madre guajira Reyes Gnecco Coronado. Como familia rica, se educa en Francia y en Estados Unidos (Albany Business College).
Se casó en 1927 con Sarita Roncallo.
Trabajo y enseñó en el Instituto de Ciencias Naturales de la Universidad Nacional de Colombia
Tuvo un manejo enciclopédico de la taxonomía animal y vegetal, y estableció vínculos científicos mundiales. Fue Research Fellow de la Universidad Harvard, adscrito al "Arnold Arboretum" y al "Gray Herbarium", en Cambridge Massachusetts en 1942, Miembro de la "John Simon Guggenheim Memorial Foundation" de Nueva York entre 1965 y 1967, además de miembro de Academias internacionales como la "American Society of Plant Taxonomists"; y la "International Association for Plant Taxonomists" desde 1947.
Formó parte también de la "Asociation for Tropical Biology" y la "Organization for Flora Neotrópica" desde 1962 y a la "American Ornithologists Union" desde 1952
Fue miembro corresponsal de la "Real Academia de Ciencias Físicas Matemáticas y Naturales de España" desde 1957 y de su similar de Venezuela desde 1947, así como de la "Sociedad Venezolana de Ciencias Naturales".
Establece contactos con sus botánicos similares de México, en Argentina con Teodoro Meyer de la Sección Sistemática Fanerogámica de San Miguel de Tucumán; con Julio López Guillén de la Universidad Nacional San Marcos del Perú quien le informa de su exaltación a la pinacoteca de botánicos que han contribuido al conocimiento de la flora del país incaico.
En Colombia fue desde 1941, Miembro de la "Academia Colombiana de Ciencias Exactas, Físicas y Naturales" y desde 1942 a la "Sociedad Geográfica de Colombia".
En el "Instituto de Ciencias Naturales de la Universidad Nacional" fue director titular de 1940 a 1953, período en que también fue profesor del primer centro de educación superior donde funda en 1945 el Curso de Botánica Sistemática, “tal vez el único que ha funcionado en Colombia”.

## Obras
- Libro póstumo de Armando Dugand Elementos para un curso de Geobotánica, 1962-1968

- 1955. Nuevas nociones sobre el género Ficus en Colombia: VII. 245 pp.

- 1948. Aves de la ribera colombiana del río Negro (frontera de Colombia y Venezuela). Con William Henry Phelps. Editorial "El Gráfico", 245 pp.

- 1946. El status geográfico de las aves de Maipures(Colombia). Con William H. Phelps. Editor Impreso en Colombia, 276 pp.

- 1940. Palmas de Colombia: Clave diagnostica de los géneros y nómina de las especies conocidas. Editor Instituto de Ciencias Naturales de la Universidad Nacional de Columbia, 84 pp.

- 1933. Apuntes sobre la historia natural del Departamento del Atlántico. Con M. Miguel Arango. 32 pp.

- La abreviatura «Dugand» se emplea para indicar a Armando Dugand como autoridad en la descripción y clasificación científica de los vegetales.[1]